# Al Qalyubiyah
Al Qalyubiyah (arabisk: ألقليوبيه ) er et guvernement i den nordlige del af Egypten, med 4.546.564 indbyggere (2010), og et areal på 1.001 km2 . Dets hovedstad er Banha; Andre større byer er Qalyub og Shubra al-Khayma (som er den største by i guvernementet). Guvernementet er stærkt knyttet til Kairos storbyregion. Guvernementet grænser mod nord til Al Gharbiyah, mod øst til Ash Sharqiyah, mod syd til Al Qahirah og mod vest til Al Minufiyah.

## Eksterne kilder og henvisninger
1. ↑  Areal og befolkning

- Wikimedia Commons har flere filer relateret til Al Qalyubiyah

30°20′N 31°12′Ø / 30.333°N 31.200°Ø